# Александар Свитлица
Александар Свитлица (Пријепоље, 28. мај 1982) бивши је српски и црногорски рукометаш који је играо на позицији десног крила.

## Клупска каријера
Александар Свитлица је каријеру професионалног рукометаша започео у РК Пријепоље, клубу из свог родног града.
Као осамнаестогодишњак (2000) одлази у подгоричку Будућност. Клуб је у сезони 2000/01. испао из елитног ранга, па је Свитлица прешао у редове пљеваљског Рудара. Добре партије су га препоручиле стручном штабу Ловћена, једне од најквалитетнијих екипа у тадашњој држави. У периоду од 2002. до 2004. је бранио боје цетињског клуба, освојивши притом Куп СР Југославије (2002/03).
На љето 2004. потписује уговор са шведским Гуифом, у чијим је редовима провео три сезоне. Постао је један од најбољих играча шведске лиге, па је 2007. наступио на тамошњем Ол-стару.
Сљедећа дестинација је била шпанска Асобал лига, у којој је четири године био првотимац Гранољерса. У конкуренцији веома јаких екипа, Свитличин тим није успијевао да постигне значајнији резултат у националном првенству, али је, у европским оквирима, у сезони 2009/10. стигао до финала Купа побједника купова.
Од 2011. године, Свитлица наступа за њемачки Минден. Један је од најбољих стријелаца у својој екипи.

## Репрезентативна каријера
Свитлица је био члан јуниорске репрезентације СР Југославије, која је, 2002. године, освојила бронзану медаљу на Европском првенству у Пољској.
У периоду од 2003. до 2006. повремено је наступао за сениорски тим Србије и Црне Горе, али само у припремним утакмицама. Након распада државне заједнице, опредијелио се за репрезентацију Црне Горе, за коју је дебитовао на Европском првенству 2008, утакмицом против Русије (25—25).
Играо је и у три квалификациона циклуса (КСП 2009, КЕП 2010, КСП 2011), а посљедњи званични наступ је забиљежио 17. јануара 2010. у квалификационој утакмици против Италије (28—26). Након те утакмице, Свитлица је, процјењујући да рукомет у Црној Гори стагнира, донио одлуку да оконча репрезентативну каријеру.
За Црвене је, у периоду од 2008. до 2010. године, одиграо 16 званичних утакмица и постигао 26 голова.

## Трофеји
- Побједник Купа СР Југославије (1): 2002/03.
- Бронзана медаља са јуниорском репрезентацијом СР Југославије на Европском првенству 2002.